# Двопређне чарапе
Двопређне чарапе представљају специфичан елемент народне ношње. По својој лепоти, богатству боја и орнамената издвајају се оне настале у долини Тимока, нарочито у околини Књажевца. Највећа и најбогатија збирка двоопређних чарапа излаже се и чува у Завичајном музеју Књажевац.

## Техника
Двопређне чарапе плету се од две пређе и отуда потиче њихов назив. Ову стару, данас готово заборављену и изобичајену технику на ове просторе донели су још Стари Словени у периоду Велике сеобе народа. Најстарији примерци рађени су од ручно прерађене и припремљене, природно бојене вуне у две боје, најчешће црне и црвене. Чарапе се плету од врха стопала према пети. Након што се заврши стопало наставља се са плетењем горњишта. Стопало и горњиште чине јединствену целину.

## Опис
Двопређне чарапе представљају један од најдекоративнијих елемената народне ношње књажевачког краја. Рађене од две пређе, специфичном техником плетења, од домаће ручно припремљене и природно бојене вуне, одликују се богатством колорита, шара и орнамената. Представљају изузетан пример наивне примењене уметности. Радиле су их жене на селу као део мираза и девојачке спреме. Двопређне чарапе нису ношене у свакодневним приликама већ су представљале луксузан, драгоцен предмет ноше у свечаним приликама, на свадбама, славама и поселима.

## Збирка двопређних чарапа Тимока
Збирку двопређних чарапа Тимока формирали су Светозар и Видосава Поповић, некадашњи професори Гимназије у Књажевцу. Збирка је проглашена културним добром 1965. године и откупљена од стране Завичајног музеја Књажевац где се данас чува и излаже. Збирку данас чини око 1000 етнографских предмета: 308 пари двопређних чарапа, јединствени ручно рађен албум 240 чарапа нацртаних у оригиналној величини и колориту, албум са 734 орнамената у боји, од чега је 426 композиција народних орнамената у боји, албум са 800 табли орнамената у црно-белој техници. Од посебног је значаја за дање проучавање и рукописна грађа и карта настала у току вишегодишњег теренског истраживачког рада брачног пара Поповић у више од 180 села средњег и горњег Тимока.
Ови изузетни примерци домаће текстилне радиности представљају значајну етнографску и културно-историјску грађу од посебне вредности за даље проучавање традиционалне културе и уметности Тимочке крајине. Током 80-их година 20. века збирка је представљена широм некадашње Југославије изложбом „Двопређне чарапе Тимока” чији је аутор Душица Живковић, некадашњи кустос етнолог књажевачког музеја.